# 光風会展
 光風会展（こうふうかいてん）とは、日本の美術団体である光風会によって開催される公募展である。

## 概要
光風会は、白馬会解散後、1912年(明治45年）に設立された。発起人は中沢弘光、山本森之助、三宅克己、杉浦非水、岡野栄、小林鐘吉、跡見泰の7人であった。
明治45年6月、第1回展が上野竹之台陳列館において開催された。以降、戦時下などでの開催が不可能な場合を除き、ほぼ毎年開催されている。出品作の中から、光風賞など各賞が選ばれる。
1939年（昭和14年）に工芸部が設立され、現在は絵画部と工芸部で構成されている。
2007年(平成19年）には東京都美術館から国立新美術館に会場を移して第93回展が開催された。2014年(平成26年)には、第100回記念光風会展東京ステーションギャラリーで「洋画家たちの青春 - 白馬会から光風会へ」を開催した。その後、松坂屋美術館（名古屋市）に巡回した。

## 出品経験者
- 田村一男
- 小泉癸巳男
- 斎藤真一
- 古賀春江
- 庄司榮吉
- 寺島龍一
- 藤森兼明
- 西山真一
- 藤本東一良
- 清原啓一
- 安達真太郎
- 杉村惇
- 寺坂公雄
- 皆川月華
- 宮之原謙
- 伊牟田經正
- 林美光
- 渡辺武夫
- 田中実 (画家)
- 北蓮蔵
- 辻永
- 太田三郎 (画家)
- 相馬其一
- 寺内萬治郎
- 小林真二
- 耳野卯三郎
- 佐分眞
- 鬼頭鍋三郎
- 大河内信敬
- 新道繁
- 伊勢正義
- 塗師祥一郎
- 名渡山愛擴
- 奥田小由女
- 清水良雄
- 朝井閑右衛門
- 加藤久幹
- 根岸右司
- 原田康子 (画家)
- 太田喜二郎
- 梶原貫五
- 徳永仁臣
- 江藤純平 (画家)
- 伊勢正義
- 桜田精一
- 井手宣通
- 城秀男
- 大野みつ子
- 村田省蔵 (洋画家)
- 富田温一郎
- 平沢貞通
- 田川飛旅子
- 悳俊彦
- 小西正太郎
- 服部亮英
- 永瀬義郎
- 倉田三郎
- 湯川尚文
- 桂ゆき
- 甲斐文融
- 宮崎進
- 小倉静三
- 鈴木良治

- 曽宮一念
- 櫻井慶治
- 中村研一
- 篠崎輝夫
- 國領經郎
- 岩崎勝平
- 小川博史 (画家)
- 笹岡了一
- 土橋醇一
- 高田正二郎
- 大久保佳代子 (画家)
- 遠山清
- 谷口午二
- 坂元盛愛
- 大野雄山
- 留岡彬
- 塚本茂
- 南政善